# 제4회 유럽 영화상
제4회 유럽 영화상의 시상식에 관한 내용이다.

## 수상 및 후보

### 유러피안 작품상
- 하층민들 - 케네스 로치 수상

### 유러피안 여우주연상
- 리틀 갱스터 - 클로틸드 쿠로 수상

### 유러피안 남우주연상
- 토토의 천국 - 미셀 부케 수상

### 유러피안 각본상
- 토토의 천국 - 자코 반 도마엘 수상

### 유러피안 촬영상
- 토토의 천국 - 발테르 방 당 앙드 수상

### 유러피안 음악상
- 자연의 아이들 - Hilmar Orn Hilmarsson 수상

### 유러피안 미술감독상
- 델리카트슨 사람들 - Vobirie Pozzo Di Borgs 외 1명 수상

### 유럽영화아카데미 평생공로상
- 알렉상드르 트로너 수상

### 유럽영화아카데미 다큐멘터리상
- Uslyszcie Moj Krzyk - 마치예 드리가스 수상

### 올해의 유럽영화 신인상
- 토토의 천국 - 자코 반 도마엘 수상

### 올해의 여우조연상
- Virdzina - Marta Keler 수상

### 올해의 남우조연상
- 울트라 - Ricky Memphis 수상

### 유럽영화 우수협회상
- La Quinzaine Des Realisateurs 수상